# Pityrodia iphthima
Pityrodia iphthima là một loài thực vật có hoa trong họ Hoa môi. Loài này được K.A.Sheph. mô tả khoa học đầu tiên năm 2007.